# Thorium(IV)-iodid
Thorium(IV)-iodid ist eine anorganische chemische Verbindung des Thoriums aus der Gruppe der Iodide.

## Gewinnung und Darstellung
Thorium(IV)-iodid kann durch Reaktion von Thorium(IV)-carbid oder Thorium mit Iod bei 500 °C gewonnen werden.
{\displaystyle \mathrm {Th+2\ I_{2}\longrightarrow ThI_{4}} }
Ebenfalls möglich ist die Darstellung durch Reaktion von Thorium(IV)-hydrid mit Iodwasserstoff.

## Eigenschaften
Thorium(IV)-iodid ist ein äußerst luft- und feuchtigkeitsempfindlicher Feststoff, der in Form von in der Hitze orangefarbenen, in der Kälte gelben Kristallplättchen vorliegt. Er besitzt eine monokline Kristallstruktur mit der Raumgruppe P21/n (Raumgruppen-Nr. 14, Stellung 2) und den Gitterparametern a = 1321,6 pm, b = 806,8 pm, c = 776,6 pm, β = 98,68°. Es ist auch ein Decahydrat der Verbindung bekannt. Mit Lewis-Basen bildet sie Komplexverbindungen. Mit Thorium reagiert sie zu Thorium(III)-iodid und Thorium(II)-iodid.

## Verwendung
Thorium(IV)-iodid wird als Zwischenprodukt zur Herstellung von hochreinem Thorium durch thermische Zersetzung der Verbindung (Van-Arkel-de-Boer-Prozess) verwendet.